# احمد العواد
احمد العواد (انگلیسی: Ahmed El Aouad؛ زادهٔ ۲۷ نوامبر ۱۹۷۱) بازیکن فوتبال اهل مراکش-فرانسه است.

## باشگاهی
از باشگاه‌هایی که در آن بازی کرده‌است می‌توان به باشگاه فوتبال سدان و باشگاه فوتبال اف۹۱ دودلانژ اشاره کرد.